# Marek Trojanowicz
Marek Andrzej Trojanowicz (ur. 30 kwietnia 1944 w Warszawie, zm. 10 czerwca 2025) – polski chemik, profesor nauk chemicznych specjalizujący się w chemii analitycznej, pracownik naukowy i kierownik Pracowni Analizy Przepływowej i Chromatografii na Wydziale Chemii Uniwersytetu Warszawskiego. Profesor w Instytucie Chemii i Techniki Jądrowej w Warszawie.

## Biografia naukowa
W 1966 roku ukończył studia na Wydziale Chemii Uniwersytetu Warszawskiego. W 1974 pod kierunkiem prof. Adama Hulanickiego obronił doktorat na UW z zakresu chemii analitycznej na temat teorii miareczkowań kompleksometrycznych z detekcją potencjometryczną. Habilitował się także na UW w 1981 rozprawą na temat membranowych elektrod jonoselektywnych i ich zastosowań w analizie wód. W 1991 roku otrzymał tytuł profesora nauk chemicznych. Od 1992 roku zajmował stanowisko profesora zwyczajnego. Był profesorem wizytującym w około 20 uniwersytetach i placówkach badawczych na całym świecie (m.in. w Japonii, Francji, Wlk. Brytanii, Austrii, Danii, Włoszech, Brazylii, USA i Australii). W latach 2003–2004 stypendysta Programu Fulbrighta na University of California (Riverside, USA). W latach 1966–2014 pracował naukowo na Wydziale Chemii Uniwersytetu Warszawskiego, a od roku 1992 także w Zakładzie Chemii Analitycznej Instytutu Chemii i Techniki Jądrowej w Warszawie.
Należał bądź należy do kolegiów redakcyjnych następujących międzynarodowych periodyków naukowych: Journal of Biochemical and Biophysical Methods oraz Talanta (Elsevier), Analytical Letters (Marcel Dekker), Microchimica Acta (Springer) oraz Journal of Flow Injection Analysis (Japonia). W latach 1992–2003 pełnił funkcję sekretarza naukowego Komitetu Chemii Analitycznej PAN. Był członkiem Polskiego Towarzystwa Chemicznego, International Electrochemical Society oraz Society of Environmental Toxicology and Chemistry.

## Zainteresowania badawcze
Opublikował ok. 300 prac naukowych. W roku 1988 opublikował pracę nt. konstrukcji bioczujnika enzymatycznego, w którym unieruchomiony w hydrofobowej fazie pasty grafitowej enzym, dzięki aktywności biokatalitycznej, umożliwiał oznaczanie glukozy. W 1989 opublikował w czasopiśmie Analytical Chemistry pracę na temat metody detekcji elektrochemicznej w chromatografii jonowej poprzez wymianę jonów przez tubularne membrany z zastosowaniem detekcji potencjometrycznej. W 2001 w Journal of Chromatography opublikował wraz z zespołem pracę na temat jednoczesnego pomiaru zawartości optycznych izomerów kilku neuroprzekaźników w płynach fizjologicznych metodą elektroforezy kapilarnej, przy jednoczesnym oznaczeniu wszystkich diastereoizomerów efedryny. Był autorem 6 patentów, zgłoszonych m.in. w Polsce, Finlandii, Unii Europejskiej i USA.

## Miejsce spoczynku
Pochowany na cmentarzu Bródnowskim w Warszawie (kwatera 17A-5-2).

## Nagrody i odznaczenia
Za swą działalność naukową był wielokrotnie wyróżniany polskimi i zagranicznymi nagrodami i odznaczeniami, m.in. Medalem Wiktora Kemuli Polskiego Towarzystwa Chemicznego (2009), Scientific Honor Award of Japan Association of Flow-Injection Analysis (2003), Nagrodami Ministra Edukacji Narodowej (1975, 1980, 1991), Nagrodą Ministerstwa Ochrony Środowiska (1972) oraz Nagrodą Ministerstwa Nauki i Szkolnictwa Wyższego (2012). W 2012 roku otrzymał Krzyż Oficerski Orderu Odrodzenia Polski za całokształt działalności zawodowej i społecznej.

## Książki – redakcje prac zbiorowych
- Advances in Flow Analysis, Wiley-VCH, Marek Trojanowicz (red.), Weinheim, 2008, s. 702,
- Analiza przepływowa. Metody i zastosowania, P. Kościelniak, M. Trojanowicz (red.), Tom I, Wydawnictwo Uniwersytetu Jagiellońskiego, Kraków, 2005, s. 256,
- Analiza przepływowa. Metody i zastosowania, P. Kościelniak, M. Trojanowicz (red.), Tom II, Wydawnictwo Uniwersytetu Jagiellońskiego, Kraków, 2008, s. 262,
- Analiza przepływowa. Metody i zastosowania, P. Kościelniak, M. Trojanowicz (red.), Tom III, Wydawnictwo Uniwersytetu Jagiellońskiego, Kraków 2013, s. 295,
- Flow Injection Analysis. Instrumentation and Applications. World Scientific Publishing, Singapore, 2000, s. 481,
- Automatyzacja w analizie chemicznej, WNT, Warszawa, 1992, s. 514.